# Железный лес

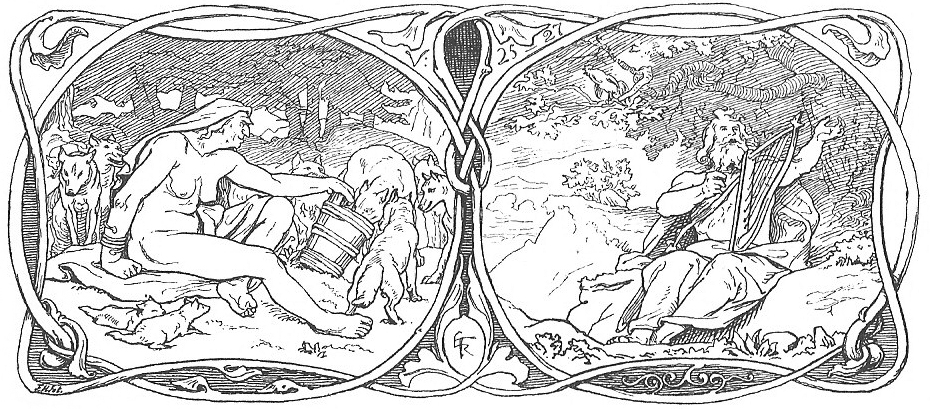
Рисунок Лоренца Фрёлиха, изображающий великаншу, вскармливающую волков, и пастуха Эггдер, играющего на арфе.

Желе́зный лес (др.-сканд. Járnviðr, Ярнвид) — лес в скандинавской мифологии, обитателями которого являются ётуны в обличии ведьм и волков. Расположен между Ётунхеймом и Мидгардом, миром людей. Лес упоминается в эддической поэме «Прорицание вёльвы» в строфе 40, а также в «Видении Гюльви» из Младшей Эдды, чьё авторство приписывается Снорри Стурлусону.
| «Видение Гюльви» Тогда спросил Ганглери: «Кто породил тех волков [Сколя и Хати]?» Высокий говорит: «Есть великанша, что живет к востоку от Мидгарда в лесу, прозванном Железный Лес. В этом лесу селятся ведьмы, которых так и называют: ведьмы Железного Леса. Старая великанша породила многих сыновей-великанов, все они видом волки. Отсюда появились и эти волки. Говорят, что того же племени будет и сильнейший из волков, по имени Лунный Пес. Он пожрет трупы всех умерших и проглотит месяц и обрызжет кровью все небо и воздух. Тогда солнце погасит свой свет, обезумеют ветры, и далеко разнесется их завыванье. Так сказано об этом в «Прорицании вёльвы»:… Перевод О. А. Смирницкой Оригинальный текст (др.-исл.): Þá mælti Gangleri: "Hverr er ætt úlfanna?" Hárr segir: "Gýgr ein býr fyrir austan Miðgarð í þeim skógi, er Járnviðr heitir. Í þeim skógi byggja þær tröllkonur, er Járnviðjur heita. In gamla gýgr fæðir at sonum marga jötna ok alla í vargs líkjum, ok þaðan af eru komnir þessir úlfar. Ok svá er sagt, at af ættinni verðr sá einna máttkastr, er kallaðr er Mánagarmr. Hann fyllist með fjörvi allra þeira manna, er deyja, ok hann gleypir tungl, en stökkvir blóði himin ok loft öll. Þaðan týnir sól skini sínu, ok vindar eru þá ókyrrir ok gnýja heðan ok handan. Svá segir í Völuspá: | «Прорицание вёльвы» Сидела старуха в Железном Лесу и породила там Фенрира род; из этого рода станет один мерзостный тролль похититель солнца. Перевод А.И. Корсуна Оригинальный текст (др.-исл.): Austr sat in aldna í Járnviði ok fæddi þar Fenris kindir; verðr af þeim öllum einna nokkurr tungls tjúgari í trölls hami. |

В этих описаниях Железный Лес предстаёт мрачным и опасным местом. Слова «великанша» и «старуха» связывают с Ангрбодой, от чьего союза с Локи был рождён волк Фенрир. Снорри помещает лес к востоку от Мидгарда. Исходя из описаний можно утверждать, что Железный Лес не выполняет пограничных функций, в отличие от расположенного между Мидгардом и Муспелльхеймом Мюрквида.